# Kyle Busch
Kyle Busch (ur. 2 maja 1985 w Las Vegas) – amerykański kierowca wyścigowy. Obecnie startuje w amerykańskich wyścigach NASCAR, w serii Monster Energy Cup Series, dla zespołu Joe Gibbs Racing. Bierze udział także w wybranych wyścigach Xfinity Series oraz Camping World Truck Series. Mistrz serii Xfinity z 2009 roku oraz Cup Series z 2015 i 2019 roku.

## Kariera

### Początki
Busch od wczesnego wieku interesował się wyścigami. Mając sześć lat, uczył się on jazdy gokartem pod opieką ojca. W 1998 roku wziął udział w swoim pierwszym wyścigu samochodów typu Legend Cars. Do 2001 roku zdobył w owych rozgrywkach 65 zwycięstw oraz dwa mistrzostwa toru w Las Vegas. W owym roku ścigał się także samochodami Late Model i triumfował w 10 wyścigach.
Swoimi sukcesami Busch przyciągnął uwagę zespołu Roush Fenway Racing, który zaoferował mu miejsce za kierownicą ciężarówki nr 99 w serii NASCAR Camping World Truck Series. W 2001 roku wystartował z tą drużyną w sześciu wyścigach, w których jego najlepszym finiszem było zdobyte dwukrotnie dziewiąte miejsce. Wprowadzona w trakcie sezonu reguła, stanowiąca, iż kierowcy biorący udział w wyścigach musieli mieć ukończone 18 lat, uniemożliwiła 16-letniemu wówczas Buschowi kontynuację sezonu.
Utraciwszy możliwość startów w NASCAR, Busch w sezonie 2002 startował w serii ASA National Tour, w której zajął ósme miejsce w klasyfikacji generalnej. Wziął także udział w jednym wyścigu ARCA Racing Series, a rok później w siedmiu rundach owej serii, z których wygrał dwie.

### Hendrick Motorsports
W 2003 roku Busch podpisał kontrakt z Hendrick Motorsports, które miało wspomóc kierowcę w rozwoju jego kariery. Po ukończeniu 18 lat, wystartował w siedmiu wyścigach rozgrywanych w tamtym roku w NASCAR Xfinity Series. W swoim debiucie na torze w Charlotte zajął drugie miejsce. Sezon 2004 był pierwszym, w którym Busch wziął udział we wszystkich rundach. Wygrał wtedy pięć wyścigów (pierwsze zwycięstwo odniósł na torze w Richmond), a w klasyfikacji kierowców uplasował się na drugim miejscu, za Martinem Truexem Jr. W tym samym roku zadebiutował w Monster Energy NASCAR Cup Series na torze w rodzinnym Las Vegas, a także uczestniczył w pięciu innych wyścigach serii oraz jednym w truck Series.
Od 2005 roku Busch był pełnoetatowym kierowcą Cup Series, jednak nadal uczestniczył w wielu wyścigach pozostałych dwóch serii NASCAR. W swoim pierwszym pełnym sezonie, w którym kierował Chevrolotem Monte Carlo z numerem 5, odniósł dwa zwycięstwa – w Fontanie oraz w Phoenix. W 2006 roku triumfował w wyścigu w New Hampshire. W międzyczasie uczestniczył w sezonie Xfinity, w którym przegapił jedynie jeden wyścig (z powodu kolizji z rozgrywanym w innym mieście wyścigiem Cup Series), zaś zdobył zwycięstwo w Charlotte. W 2007 roku triumfował w Cup Series w Bristol, zaś w dziewiętnastu wyścigach Xfinity na metę jako pierwszy dotarł czterokrotnie. 

### Joe Gibbs Racing

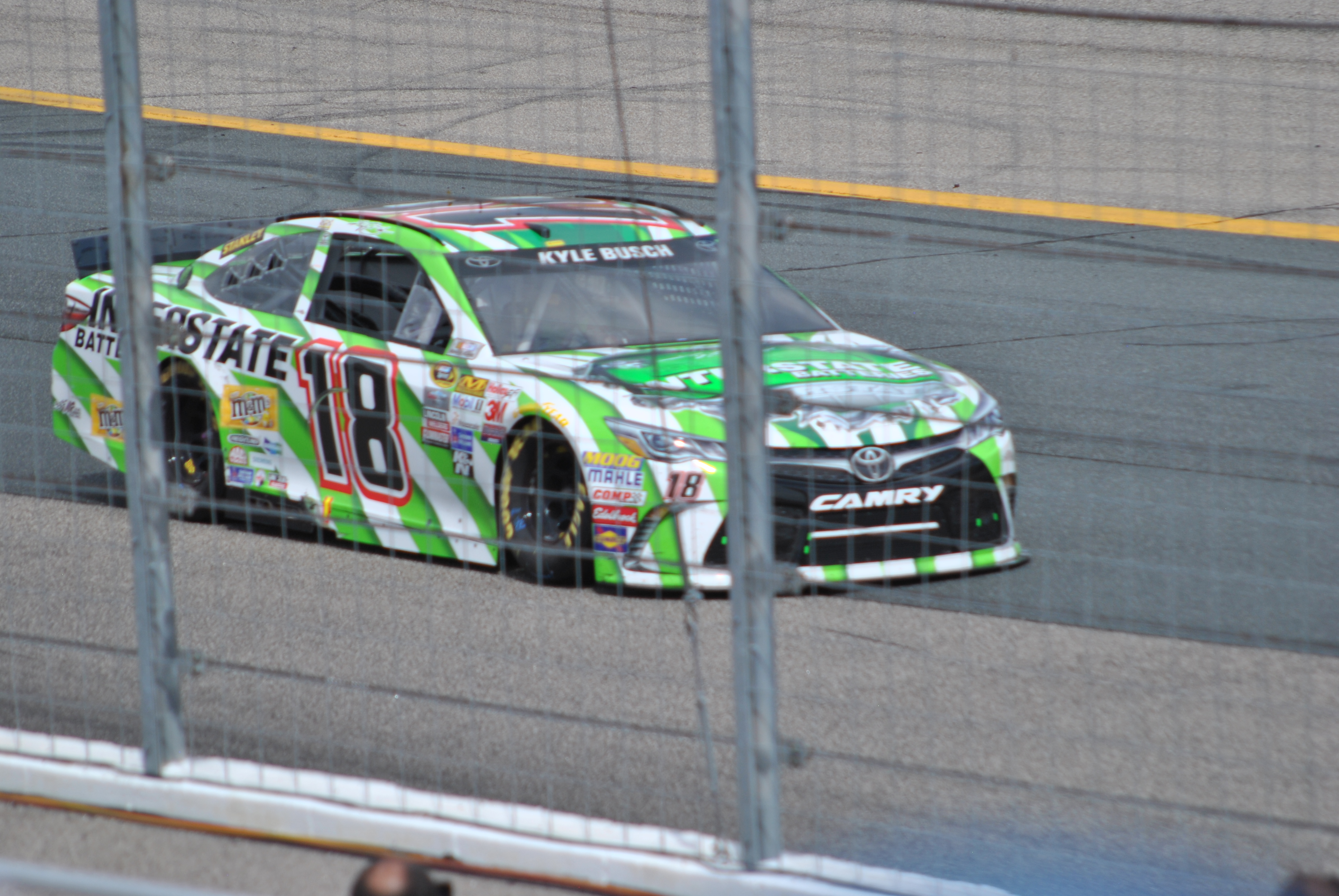
Samochód Kyle’a Buscha, w którym w 2015 roku zdobył mistrzostwo Monster Energy NASCAR Cup Series

W 2008 roku Busch opuścił Hendrick Motorsports i związał się z Joe Gibbs Racing, gdzie zasiadł za kierownicą Toyoty Camry o numerze 18. W swoim pierwszym sezonie z nowym zespołem utrzymywał wysoką formę, wygrywając w ośmiu wyścigach Cup (więcej zwycięstw w owym sezonie miał tylko Carl Edwards), dziesięciu wyścigach Xfinity i trzech wyścigach Truck Series. W 2009 roku odnotował cztery zwycięstwa w najwyższej serii, jednak jego największym sukcesem było zdobyte wówczas mistrzostwo NASCAR Xfinity Series, które wywalczył dzięki dziewięciu zwycięstwom w sezonie. Rok 2010 był ostatnim, w którym mógł walczyć o punkty we wszystkich trzech seriach NASCAR, jako że od 2011 roku kierowcy zostali ograniczeni do walki o mistrzostwo tylko w jednej serii.
Od 2009 roku Busch nie wziął już udziału w żadnym pełnym sezonie serii Xfinity bądź Truck, lecz nadal ścigał się w wielu wyścigach owych rozgrywek w formie treningu przed zawodami Cup Series, a w każdym roku notował wiele zwycięstw (najwięcej w sezonie 2013 Xfinity Series – aż 12). W najwyższej rangą serii wyścigowej stopniowo osiągał zaś coraz lepsze wyniki. Sezon 2013 zakończył na czwartym miejscu, mając na koncie cztery zwycięstwa. Rok później uczestniczył w pierwszych organizowanych przez NASCAR play-offach, z których odpadł po drugiej rundzie i na skutek słabej końcówki sezonu zajął dopiero 10. miejsce.
Sezon 2015 rozpoczął się dla Buscha niefortunnie, jako że w otwierającym sezon Xfinity Series wyścigu na torze Daytona uległ wypadkowi i złamał prawą nogę i lewą stopę. Na skutek kontuzji przegapił pierwsze 11 rund Cup Series, jednak z uwagi na przyczynę nieobecności, dostał on szansę na zakwalifikowanie się do play-offów. Po powrocie na tor Busch zaprezentował wysoką formę, wygrywając pięć wyścigów, z tego trzy z rzędu. Zakwalifikował się także do finałowej czwórki walczącej o mistrzostwo w Homestead-Miami, gdzie udało mu się zatriumfować w ostatnim wyścigu sezonu i zdobyć tytuł mistrzowski.
W sezonie 2016 Busch cztery razy docierał do mety jako pierwszy i ponownie zakwalifikował się do finału play-offów, jednak w finałowym wyścigu przegrał pojedynek z Jimmiem Johnsonem. Sezon 2017 przyniósł mu pięć zwycięstw oraz trzeci z rzędu awans do finału, w którym na ostatnich okrążeniach pojedynkował się z Martinem Truexem Jr. Ostatecznie jednak przegrał ów pojedynek i zajął drugie miejsce za Truexem zarówno w wyścigu, jak i w klasyfikacji generalnej.

## Życie prywatne
Busch wywodzi się z Las Vegas. Jego starszy brat, Kurt Busch, także jest kierowcą NASCAR i mistrzem Cup Series z 2004 roku. W dzieciństwie obaj bracia uczyli się od ojca budowy i naprawy samochodów. Przed rozpoczęciem swojej kariery, Kyle służył jako szef zespołu mechaników Kurta, gdy ten ścigał się w wyścigach Dwarf Cars.
Żoną kierowcy jest Samantha Busch. Razem prowadzą fundację Kyle and Samantha Busch Bundle of Joy Fund, która wspiera potrzebujące osoby dotknięte niepłodnością. W 2015 roku parze urodził się syn, Brexton. Cała rodzina mieszka w Denver.